# Кушлянський Ростислав Миколайович
Кушля́нський Ростисла́в Микола́йович (15 травня 1908, Одеса — 3 січня 1980, Одеса) — молодший сержант артилерії радянської армії, учасник Німецько-радянської війни Герой Радянського Союзу (22 лютого 1944).

## Життєпис
Народився 15 травня 1908 а в Одесі, в сім'ї службовця. Закінчив 7 класів та робітничий факультет.
Кадровий військовий, в рядах Червоної армії з 1930 року. 1938 року його батько — Микола Олександрович Кушлянський був репресований, як син царського генерала, а Ростислав був звільнений з Червоної Армії. Відновлений у рядах РККА 1939-го.
Учасник Німецько-радянської війни з червня 1941 року. Член ВКП(б)/КПРС з 1942 року. Командир вогневого взводу гвардії молодший лейтенант Кушлянський відзначився у битві на Курській дузі. 7-11 липня 1943 року в районі села Шеіно, Корочанський район, Бєлгородська область взвод під командування Кушлянського брав участь у відбитті 10 атак противника. Всього за 5 днів боїв взвод гвардії молодшого лейтенанта Кушлянська знищив 20 танків і 40 автомашин.
З 1949 а старший лейтенант Кушлянський — в запасі. Жив у місті Одеса. Працював в Одеському вищому інженерному морехідному училищі (ОВІМУ), був старшим штурманом теплохода «Львів» Чорноморського морського пароплавства.
Помер 3 січня 1980 року, похований у Одесі.